# نابینایی
نابینایی یا کوری وضعیتی است که بیمار در آن ادراک بینایی ندارد و علت آن عوامل فیزیولوژیکی یا عوامل عصبی است. سازمان بهداشت جهانی حدس می‌زند در حال حاضر ۳۵ میلیون نابینا در جهان زندگی می‌کند که ۹۰ درصد از آنها در کشورهای در حال توسعه و بیشتر در آسیا و آفریقا می‌باشد که بیشتر در مناطق محروم و روستایی زندگی می‌کنند. خطر نابینایی در بسیاری از این مناطق بیشتر از کشورهای صنعتی توسعه یافته اروپا و آمریکا می‌باشند.
در ۶ ژانویه ۲۰۱۳ محققین بریتانیایی موفق به معالجه موش‌های نابینا شدند. آنها این عمل را با تزریق سلول‌های حساس به نور انجام دادند. پیرو آزمایش‌های بیشتر، این پژوهش می‌تواند موجبات بهبود بیمارانی که از رنگدانه‌ای شدن شبکیه چشم رنج می‌برند را حاصل نماید.

## درمان نابینایی

یک زن نابینا

از گذشته تلاش‌های بسیاری برای درمان نابینایی صورت گرفته است و اخیراً دانشمندان به نتایج امیدوارکننده‌ای دست یافته‌اند.
- محققان کانادایی موفق به ابداع هیدروژلی شدند که به سلول‌های بنیادی در درمان نابینایی و ترمیم آسیب‌های مغزی ناشی از سکته مغزی کمک می‌کند. محققان دانشگاه تورنتو، سلول‌های بنیادی را با استفاده از یک هیدروژل به بدن موش‌های نابینا و موش‌هایی که بر اثر سکته مغزی به آسیب‌های مغزی مبتلا شده بودند، تزریق کردند و متوجه شدند که این سلول‌های بنیادی موجب بازگردانده شدن بینایی به چشم موش‌های نابینا و ترمیم آسیب‌های مغزی ناشی از سکته مغزی شدند.  نتایج این مطالعه نشان می‌دهد که درمان با سلول‌های بنیادی اثر بخش است.[۴]
- سازمان غذا و داروی آمریکا جدیدترین روش درمان نابینایی را با استفاده از یک پروتئین به نام channelrhodopsin-2 در آزمایش‌های انسانی تأیید کرد. محققان دانشگاه ایالتی وین در سال ۲۰۰۶ میلادی با وارد کردن این پروتئین حساس به نور جلبک سبز به چشم موش‌های آزمایشگاهی نابینا، قادر به بازیابی بینایی در کمترین زمان ممکن شدند. این روش سال‌ها مورد مطالعه قرار گرفت و با رفع نواقص موجود، اکنون برای استفاده در انسان آماده است. این پروتئین با مجوز سازمان غذا و داروی آمریکا (FDA) قرار است تا پایان سال جاری (سال ۲۰۱۵) برای درمان نابینایی در ۱۵ داوطلب آزمایش شود. این پروتئین سوییچ جادویی نام دارد و تاکنون برای درمان وسواس، رفتار تهاجمی و حذف خاطرات بد در موش‌ها مورد استفاده قرار گرفته است.[۵]
- دانشمندان مرکز پزشکی دانشگاه کلمبیا و دانشگاه Iowa از روش کریسپر برای ترمیم جهش ژنتیکی مسئول بیماری رتینیت پیگمنتوزا استفاده کردند. کریسپر که یک روش پیشرفته‌ی ویرایش ژن است، پتانسیل بالقوه‌ای نه تنها برای بیماری‌های ارثی چشم بلکه برای درمان بیماری‌های تخریب شبکیه غیر ارثی از خود نشان داده است. کارشناسان مرکز مهندسی ژنوم در مؤسسه علوم پایه (IBS) نیز از کریسپر برای درمان موش مبتلا به تباهی لکه زرد بهره بردند. پس از مداخله، موش از خود علائم بهبودی نشان داد.

## دلیل‌های نابینایی
نابینایی علاوه بر این که می‌تواند ارِثی باشد می‌تواند به دلایل مختلف بروز کند. دلایل مختلف بروز نابینایی بستگی به شرایط اجتماعی و جغرافیا دارد. در کشورهای در حال توسعه، آب مروارید شایعترین دلیل است و هم چنین تراخم، جذام، انکوسرکیازیس و گزروفتالمی، نیز از دلایل مهم هستند. در کشورهای توسعه یافته، نابینایی بیشتر به میزان پیری فرد بستگی دارد. سایر دلایل نابینایی عبارتند از:
- رتینوپاتی دیابتی
- جداشدگی شبکیه
- بیماری‌های دژنراتیو ارثی شبکیه

## افراد مشهور نابینا
- هلن کلر - نویسنده آمریکایی
- انریکو داندولو - چهل و یکمین رئیس‌جمهور (دوجه)
- لوئی بریل